# Мас, Николас
Николас Мас (нидерл. Nicolaes Maes, МФА: [ˈnikoːlaːs ˈmaːs]; крещён в январе 1634, Дордрехт — похоронен 24 ноября 1693, Амстердам) — голландский художник, знаменитый своими портретами и жанровыми сценами, один из последних представителей Золотого века голландской живописи. Будучи учеником Рембрандта в Амстердаме, вернулся к работе в своем родном городе Дордрехте на 20 лет. В конце своей карьеры возвратился в Амстердам, где стал ведущим художником-портретистом своего времени. Мас внёс свой вклад в развитие жанровой живописи в Нидерландах и был самым выдающимся портретистом, работавшим в Амстердаме последние три десятилетия XVII века.

## Биография и творчество
Родился в семье богатого купца Геррита Маса и Иды Херман. По всей видимости, начал учиться живописи в Дордрехте. Около 1648 года приехал в Амстердам и поступил учеником в мастерскую Рембрандта, где оставался до 1653 года. Его ранние полотна, изображающие жанровые сцены в тёмно-красных тонах, настолько напоминают картины Рембрандта того же времени, что в нескольких случаях работы Маса в различных музеях были приписаны Рембрандту.
В 1653 году Николас Мас вернулся в Дордрехт и открыл собственную мастерскую. Вершиной его творчества считается период с 1655 по 1665 год, когда он в основном изображал жанровые сцены, происходящие в проходных комнатах с окнами. Этот аспект его творчества повлиял на художников делфтской школы, в особенности Яна Вермеера и Питера де Хооха, для которых интерьеры с боковым светом из окон стали основным мотивом творчества. Любимым сюжетом произведений Маса этого периода были читающие, молящиеся или спящие старые женщины.
Между 1665 и 1667 годом Мас посетил Антверпен и, возможно, даже некоторое время жил там. Затем он вернулся в Дордрехт, а в 1673 году переехал в Амстердам, где и жил до самой смерти. В 1660-е годы он отошёл от стиля Рембрандта и начал писать портреты в ярких тонах, ближе к стилю ван Дейка, имевшие большой успех.
В работах Маса часто встречаются монограммы, как, например, кот, крадущий еду женщины. пока она молится перед ужином.

## Картины

### Библейские и мифологические сцены
В первые годы своей карьеры Николас написал несколько библейских и мифологических сцен. К ним относится картина «Придут ко Мне маленькие дети» (1652/3, Лондон, Национальная галерея), «Вертумн и Помона» (Национальная галерея Ирландии, Дублин) и «Самарийская женщина у колодца» (ок. 1653, коллекция Рассела, Амстердам). Библейские композиции Маса явно обязаны моделям его мастера Рембрандта, но в то же время они показывают, что Николас был способен интерпретировать Библию и иконографические прецеденты оригинальным способом. Например, в «увольнении Агари и Измаила» (1653 г.Метрополитен-музей , Нью-Йорк) Мас изображает Авраама, изгоняющего служанку Агарь вместе с их сыном Измаилом.

### Жанровая живопись
В этот ранний период Николас Мас показал себя как один из самых изобретательных художников-жанристов в Голландской республике. Он ввёл новые темы и изобрел беспрецедентно выразительные позы, жесты и мимики. Мас писал разные жанровые сцены, происходящие на пороге дома (например, «мальчик, получающий милостыню от пожилого мужчины», 1656, Монреальский музей изящных искусств), и другие произведения, восхваляющие достоинства хорошего воспитания.